# Північ штату Мату-Гросу (мезорегіон)
Північ штату Мату-Гросу (порт. Mesorregião do Norte Mato-Grossense) — адміністративно-статистичний мезорегіон в Бразилії. Входить в штат Мату-Гросу. Населення становить 839 627 чоловік на 2006 рік. Займає площу 482 748,774 км². Густота населення — 1,74 чол./км².

## Склад мезорегіону
У мезорегіон входять наступні мікрорегіони:
1. Алта-Флореста
2. Алту-Теліс-Піріс
3. Арінус
4. Аріпуанан
5. Колідер
6. Паранатінга
7. Паресіс
8. Сіноп

| Бразилія | Це незавершена стаття з географії Бразилії. Ви можете допомогти проєкту, виправивши або дописавши її. |